# 巴考氏裸胸鱔
巴考氏裸胸鱔，又稱巴考氏裸胸鯙，為輻鰭魚綱鰻鱺目鯙亞目鯙科的其中一種，分布於中東大西洋區，包括加那利群島及馬德拉群島海域，棲息深度17-604公尺，體長可達34.7公分，為底棲性魚類，生活在岩石底質海域，屬肉食性，生活習性不明。